# 김우룡 (1963년)
김우룡(金雨龍, 1963년 9월 17일 ~ )은 대한민국의 정치인이다. 제37대 부산광역시 동래구청장을 지냈다.

## 학력
- 성북초등학교 졸업
- 중앙중학교 졸업
- 부산상업고등학교 졸업
- 1998 ~ 2000 부경대학교 대학원 경영학 석사
- 2000 ~ 2004 경성대학교 대학원 경영학 박사

## 경력
- 2006.03 ~ 2008.06 반도모터스 대표이사
- 2009.09 ~ 2011.06 부경대학교 겸임교수
- 2012.06 ~ 우진티에스 대표이사
- 2016.04 ~ 2018.02 더불어민주당 부산광역시당 동래구 지역위원회 위원장
- 2018.07 ~ 2022.06 제37대 민선 7기 부산광역시 동래구청장(초선)
- 2020.09 ~ 2022.06: 전국시장·군수·구청장협의회 대변인 겸 지역공동회장 겸 부산 협의회장

## 역대 선거 결과
|  | 39.76% |

|  | 24.06% |

|  | 48.53% |

|  | 34.41% |

| 전임 전광우 | 제37대 부산광역시 동래구청장(민선) 2018년 7월 1일 ~ 2022년 6월 30일 | 후임 장준용 |